# 白川分屯地
白川分屯地（しらかわぶんとんち、JGSDF Vice-Camp Shirakawa）とは、沖縄県沖縄市と恩納村に位置し、第15高射特科連隊第3高射中隊等が駐屯する陸上自衛隊那覇駐屯地の分屯地である。

## 概要
沖縄戦後の1945年に米陸軍のミサイル基地として開設され、沖縄返還後の1973年に陸上自衛隊に移管された。
分屯地司令は、第15高射特科連隊第3高射中隊長が兼務。
- 所在地：沖縄市と恩納村
  - 沖縄市（字白川、字倉敷）  119千㎡
  - 恩納村（字山田）38千㎡

- 面積：157千㎡
- 建物：庁舎、隊舎、車両整備室、倉庫、発電室、哨舎、貯蔵庫 工作物：テニス場、給水施設、土留、避雷設備
- 管理部隊名：陸上自衛隊那覇駐屯地業務隊
- 使用部隊名：第15高射特科連隊第3高射中隊

## 沿革

### 米軍ミサイル基地として
- 1945年（昭和20年）: 米陸軍がミサイル基地として開設。ホーク・ミサイルなどが配備された。
- 1972年（昭和47年）5月15日: 沖縄返還で知花陸軍補助施設と喜名無線中継所が統合され、知花サイトとして提供。
- 1973年（昭和48年）4月23日: 大半の施設が陸上自衛隊に移管。

### 陸上自衛隊分屯地として
那覇駐屯地コザ分屯地
- 1973年（昭和48年）5月1日：コザ分屯地として開設[1]。第6高射特科群第323高射中隊が駐屯開始。

那覇駐屯地白川分屯地
- 1974年（昭和49年）4月11日：コザ分屯地から白川分屯地に改称[2]。
- 2014年（平成26年）3月26日：第6高射特科群第323高射中隊が第15高射特科連隊第3高射中隊に改編。

## 駐屯部隊

### 西部方面隊隷下部隊
- 第15旅団
  - 第15高射特科連隊
    - 第3高射中隊

  - 第15後方支援隊
    - 高射直接支援中隊
      - 第3直接支援小隊
- 那覇駐屯地業務隊
  - 白川派遣隊

### 防衛大臣直轄部隊
- 警務隊
  - 西部方面警務隊
    - 第136地区警務隊
      - 白川連絡班

## 最寄の幹線交通
- 一般道：国道58号、国道329号、沖縄県道26号線、沖縄県道74号沖縄嘉手納線
- 港湾：那覇港、運天港、金武湾港、中城湾港（重要港湾）
- 飛行場：那覇空港（第二種空港）